# Antonio Allievi
Antonio Allievi (Segnano, 28 febbraio 1824 – Roma, 29 maggio 1896) è stato un politico, giornalista, prefetto e banchiere italiano, senatore del Regno d'Italia a partire dalla XIV legislatura.

## Biografia
Seguace di Giuseppe Mazzini, fondò a Milano Il Crepuscolo diretto da Carlo Trenca. Aderì poi al Partito Moderato e fu deputato per tre legislature, dal 1860, e direttore del giornale moderato milanese La perseveranza dal 1861 al 1866. Di nuovo deputato nel 1878 e poi senatore nel 1881. Dal 1871 al 1882 diresse la Banca Generale di Roma, implicata nello Scandalo della Banca Romana del 1892-1893, venne liquidata nel 1894.
Fu allievo del Liceo Classico Cesare Beccaria di Milano.